# 马临街道
马临街道，是中华人民共和国贵州省遵义市习水县下辖的一个街道办事处。
2015年12月28日，贵州省人民政府批复同意习水县部分乡镇行政区划调整，从隆兴镇析置马临街道。新析置的马临街道辖原隆兴镇临峰村、尚华村、五一村、向阳村、沔山村，街道办事处驻临峰村。

## 行政区划
马临街道下辖以下地区：
沔山村、临丰村、五一村、向阳村和尚华村。